# Zell im Wiesental
Zell im Wiesental (în alemanică Zell im Wiisedal) este un oraș din landul Baden-Württemberg, Germania.

## Istorie
De-a lungul istoriei sale Zell a fost împărțit între numeroase case locale, satele sale componente fiind conduse de numeroși lorzi feudali. Cu toate acestea cea mai mare posesiune va fi cea a casei de Habsburg, ca parte a Austriei Anterioare. Unul dintre satele componente, Gresgen, va fi parte din marca de Baden. În 1831 întreaga așezare va ajunge în mâinile casei de Baden.